# Yaqui (rijeka)
Yaqui (španjolski: Río Yaqui, yaqui: Hiak Vatwe) je rijeka u Meksiku.
Rijeka cijelim svojim tokom teče kroz meksičku saveznu državu Sonoriju. Budući da je najveći riječni sustav u Sonoriji,  rijeka se koristi za navodnjavanje, zbog čega je izgrađeno nekoliko umjetnih jezera. Rijeka je dugo oko 320 km. Izvire podno planine Sierra Madre Occidental te teče prema jugu i jugozapadu gdje se ulijeva u Kalifornijski zaljev kod grada Obregona.
U prošlosti područje rijeke naseljavalo je pleme Yaqui koji su mirno živjeli sve do kasnih 1800-ih, kada su mnogi od njih bili protjerani sa svoje zemalja od meksičke vojske. U kasnom 19. stoljeću pod vodstvom Porfiria Díasa nemilosrdno su progonjeni i mnogi su tada prodani na rad na plantažama Yucatána i Quintane Roo, udaljenih preko 2,000 milja od Sonore. Neki od Yaquija su uspjeli pobjeći i pješice se vratiti kući u Sonoru. Meksički government tada je raselio Yaquije širom Meksika, a mnogi su emigrirali u Arizonu. Indijanci Yaqui ni dan danas nisu priznati kao suvereni meksički narod.
Rijeka je nekoć bila dom američkom krokodilu (Crocodylus acutus) i predstavlja je jedan od najsjevernijih prirodnih lokacija ove vrste. Desetljeća uništavanja okoliša dovela su do izumiranja ove vrsta u regiji.

## Vanjske poveznice
- Isušivanje rijeke Yaqui , Sveučilište Sjeverne Arizone
- Zaklada Cuenca Los Ojos